# Yasuo Suzuki
Yasuo Suzuki (鈴木 保男, Suzuki Yasuo, né le 30 avril 1913 dans la préfecture de Kanagawa au Japon) est un footballeur japonais.